# سلفادور سانشيز
سلفادور سانشيز (بالإسبانية: Salvador Sánchez)‏ مواليد 26 يناير 1959 في مكسيكو، المكسيك - الوفاة 12 أغسطس 1982، كان ملاكم مكسيكي سابق صنّف ضمن فئة وزن الريشة. حقق بطولة المجلس العالمي للملاكمة.

## إحصائيات
خاض خلال مسيرته 46 نزالا، فاز في 44 وتعادل في 1 وخسر في 1. فاز بالضربة القاضية في 32 نزالا.

## روابط خارجية
- سلفادور سانشيز على موقع بوكس ريك (الإنجليزية) (registration required)